# Business Magazin

Business Magazin este o revistă financiară din România, lansată în anul 2004,
care apare săptămânal.
A fost deținută de publisherul Publimedia, parte a Media Pro.
În prezent, BusinessMagazin.ro este parte a trustului Mediafax Group, alături de agenția de presă Mediafax, Ziarul Financiar, Descoperă și site-urile Gandul.info, și Csid.ro.

## Premii și distincții
Business Magazin a obținut de-a lungul timpului mai multe premii și distincții, jurnaliștii publicației fiind recompensați de multiple organisme independente din mass-media.
PREMIILE CLUBULUI ROMÂN DE PRESĂ
Secțiunea IT și Telecomunicații: Anca Bărbulescu (2011) - BUSINESS Magazin
Secțiunea Financiar-Bancar: Răzvan Mureșan (2012) - BUSINESS Magazin
Jurnalism economic: Iuliana Roibu (2011 și 2007), Ioana Ursu (2005) - BUSINESS Magazin
Jurnalism IT: Ionuț Ancuțescu (2006) - BUSINESS Magazin
TÂNĂRUL JURNALIST AL ANULUI
Secțiunea Economie-Afaceri: Mihai Mitrică (2007) - BUSINESS Magazin, 
Secțiunea Financiar-Bancar: Ioana Ursu (2004) - BUSINESS Magazin
Secțiunea Știință și Tehnologie: Mihai Mușătoiu (2006) - BUSINESS Magazin
Secțiunea IT și Telecomunicații: Valentin Bîrzoi (2005) - BUSINESS Magazin
Secțiunea Publicitate: Larisa Ghițulescu (2005) - BUSINESS Magazin
SUPERBRANDS
Business Magazin a fost inclus printre cele mai valoroase branduri românești la galele Business Superbrands din 2007 și 2008/2009.
PREMIILE PENTRU JURNALISM ECONOMIC "FLORIN PETRIA"
Categoria Asigurări - Ana Răduță (2011) - BUSINESS Magazin
Categoria Business - Ioana Matei (2014 și 2019) - Business MAGAZIN